# Král Štěpán
Král Štěpán (maďarsky: István, a király) je maďarská rocková opera. Zpracovává historické téma vzniku uherského státu v 11. století. Hudbu složil Levente Szörényi. Texty napsal János Bródy podle dramatu Miklóse Boldizsára Millennium v roce 1981. Opera byla poprvé uvedena 18. srpna 1983 na scéně pod širým nebem v Budapešti. Z tohoto prvního představení vznikl také film z roku 1984, který režíroval Gábor Koltay a jeho hudba vyšla na gramofonové desce.

## Hlavní postavy
- Král Štěpán
- Sarolt, Štěpánova matka
- Koppány, rebel
- Réka, Koppányho dcera
- Sebastian
- Torda, táltos
- Gizella, Istvánova manželka
- Laborc, maďarský pán
- Astrik, velekněz
- Hont, německý rytíř
- Pázmány, německý rytíř
- Boglárka, manželka Koppányho
- Picur, manželka Koppányho
- Enikő, manželka Koppányho
- Sur, maďarský pán
- Solt, maďarský pán
- Bese, maďarský pán